# Cantone di Airvault
Il Cantone di Airvault era una divisione amministrativa dell'arrondissement di Parthenay.
A seguito della riforma approvata con decreto del 18 febbraio 2014, che ha avuto attuazione dopo le elezioni dipartimentali del 2015, è stato soppresso.

## Composizione
Comprendeva i comuni di:
- Airvault
- Availles-Thouarsais
- Boussais
- Irais
- Marnes
- Saint-Généroux
- Saint-Jouin-de-Marnes